# كوري براون (فارس)
كوري براون (بالإنجليزية: Corey Brown)‏ هو فارس أسترالي، ولد في 15 يونيو 1976 في تاري في أستراليا.